# Scopelogadus
Scopelogadus es un género de peces de la familia Melamphaidae. Fue descrito por el fránces Leon Vaillant en 1888.

## Especies
- Scopelogadus beanii (Günther, 1887) (Bean's bigscale)
- Scopelogadus mizolepis (Günther, 1878)
- Scopelogadus mizolepis bispinosus (C. H. Gilbert, 1915)
- Scopelogadus mizolepis mizolepis (Günther, 1878)
- Scopelogadus perplexus Kotyar, 2021[6]
- Scopelogadus unispinis Ebeling y W. H. Weed, 1963